# Cefeo (constelación)
Cefeo o Cepheus es una constelación del norte que representa al legendario rey de Etiopía Cefeo, esposo de Casiopea y padre de Andrómeda. Es una de las 88 constelaciones modernas y una de las 48 constelaciones nombradas por Ptolomeo.

## Características destacables

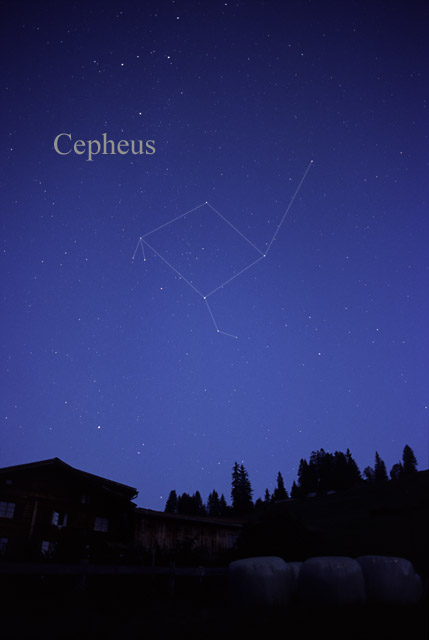
Constelación de Cefeo

La estrella más brillante en la constelación es Alderamin (α Cephei), una subgigante blanca cuya luminosidad es 17 veces mayor que la del Sol y que se encuentra a 48,8 años luz de distancia.
Le sigue en brillo γ Cephei, llamada oficialmente Errai. Es una estrella binaria compuesta por una subgigante naranja de tipo espectral K1IV con un radio de 4,8 radios solares, y una enana roja de clase M1V que completa una órbita en torno a ella cada 66 años.
Alrededor de la subgigante se ha descubierto un planeta, denominado Tadmor, con una separación de 2 ua respecto a su estrella; emplea 903 días en completar una órbita y tiene una masa 9,4 veces mayor que la de Júpiter.
Cefeo contiene dos estrellas variables de especial interés dentro de la astronomía.
β Cephei —llamada Alfirk— es una subgigante de tipo B1IV 15 100 veces más luminosa que el Sol con una temperatura efectiva de 27 000 K.
Es la principal representante de un tipo de variables (variables Beta Cephei) que muestran fluctuaciones en su luminosidad debido a pulsaciones en su superficie. Presentan pequeñas oscilaciones de brillo; así, el brillo de Alfirk varía entre magnitud aparente +3,16 y +3,27 en un período de 0,1905 días (4,57 horas).
Por otra parte, δ Cephei es el prototipo de las conocidas cefeidas, estrellas cuya luminosidad varía con un período muy regular y que desempeñan un importante papel como indicadores de distancia. John Goodricke observó ya la variabilidad de esta estrella en 1784, la cual ocurre con una periodicidad de 5 días, 8 horas, 47 minutos y 32 segundos.
ζ Cephei es una supergigante naranja de tipo espectral K1.5Ib.
Una pequeña variación de 0,04 magnitudes en su brillo con una periodicidad de 533 días sugiere la presencia de una estrella acompañante aún no detectada.
η Cephei —quinta estrella más brillante de la constelación— es una subgigante naranja de tipo espectral K0IV muy semejante a Errai situada a 47 años luz.
Kurhah, nombre de ξ Cephei, es un sistema estelar múltiple cuya componente principal es una estrella A3m cuya atmósfera está enriquecida en metales.
En torno a ella, una estrella de tipo F7V completa una órbita cada 812 días. A su vez, alrededor del par interior orbita otra enana amarilla de tipo F8V cuyo período orbital es de 3800 años aproximadamente.
Otra estrella de interés es λ Cephei, una supergigante azul masiva de tipo espectral O6I muy caliente —38 900 K  de temperatura superficial— y con una luminosidad 377 000 veces superior a la del Sol.
Tiene una elevada velocidad relativa respecto al Sol, por lo que se piensa que es una estrella fugitiva; su movimiento a través del espacio indica que hace 2,5 millones de años λ Cephei salió despedida de la asociación estelar Cepheus OB3.
9 Cephei es también una distante supergigante azul de 12 masas solares con una luminosidad equivalente a 129 000 soles.

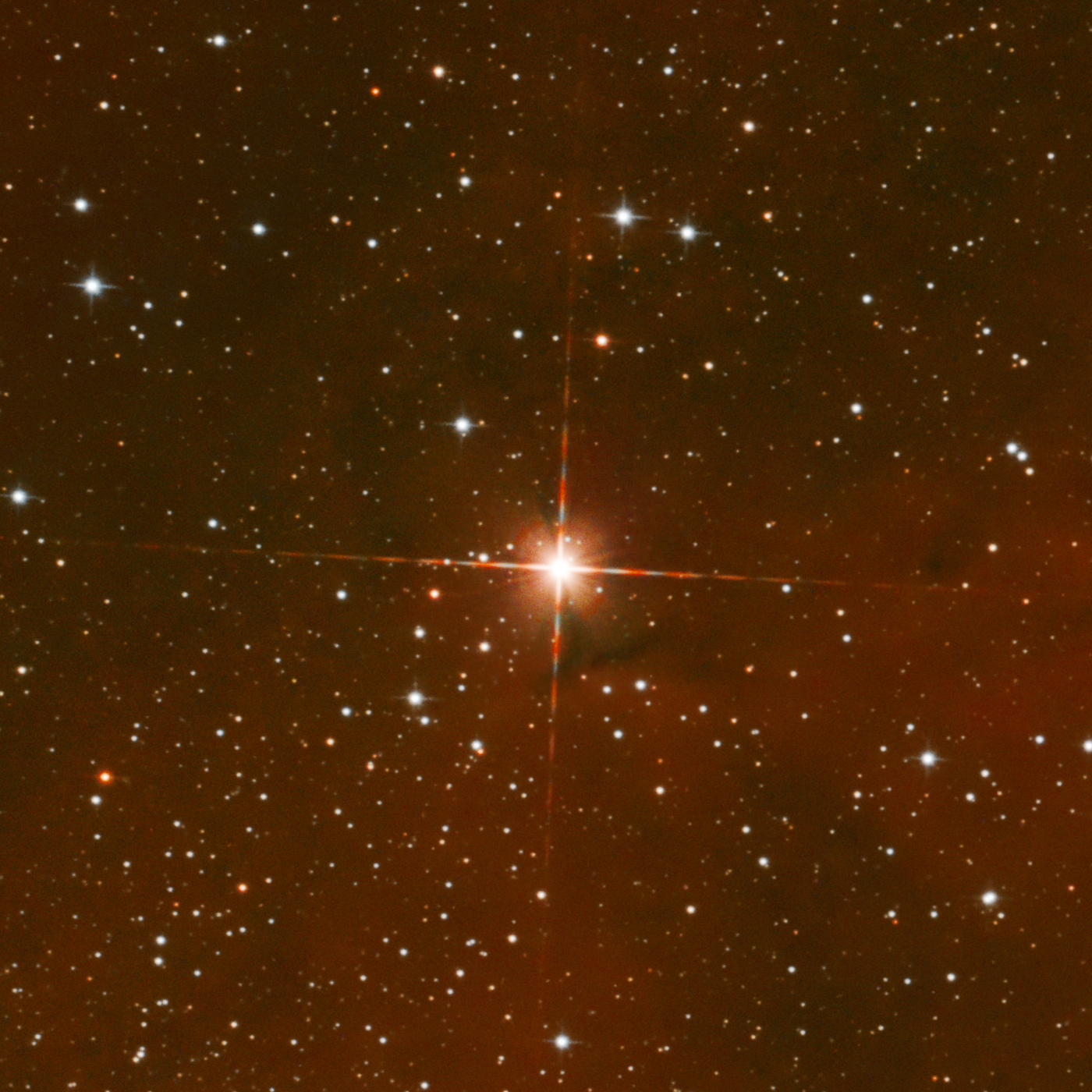
μ Cephei en longitudes de onda Hα y OIII

En esta constelación también se localizan μ Cephei y VV Cephei, dos de las estrellas de mayor tamaño de la Vía Láctea.
La primera, que recibe el título de «estrella granate» por su intenso color rojo, es una hipergigante roja de tipo espectral M2Ia o M1I; tiene un diámetro —calculado a partir de la medida directa de su diámetro aparente de 0,021 segundos de arco considerando que está a 2400 años luz— unas 1200 veces mayor que el solar, equivalente a 13,5 ua.
VV Cephei es también una hipergigante roja variable, cuyo radio es aproximadamente 1400 veces el radio solar, lo que implica que si se encontrase en el lugar del Sol —considerando el valor máximo—, su superficie se extendería más allá de la órbita de Júpiter. Tanto μ Cephei como VV Cephei son variables semirregulares y esta última es, además, una binaria eclipsante.
De diferentes características es XX Cephei, una binaria eclipsante cuyo período orbital es de aproximadamente 2,3 días, siendo la componente principal una estrella de tipo A4V. También son binarias eclipsantes WX Cephei —de tipo espectral conjunto A5V y con un período de 3,3785 días— y EK Cephei, cuyo período orbital es de 4,4278 días.
Por otra parte, GP Cephei, un distante sistema estelar cuádruple formado por dos estrellas binarias: el par principal tiene un período orbital de 6,6884 días y consta de una caliente estrella de Wolf-Rayet de tipo WN6 acompañada por a una supergigante azul de tipo O6I.
HD 26367 es una «enana de bario» de tipo F7V, así clasificada por sus elevados niveles de bario y estroncio, mucho más altos que los habituales; al igual que en otras estrellas de bario —que son gigantes—, se piensa que las peculiaridades químicas tienen su origen en la contaminación superficial —transferencia de masa— desde una compañera estelar cuando ésta estaba en la rama asintótica gigante, hoy convertida en una enana blanca.
Por otra parte, el sistema Kruger 60 está constituido por dos pequeñas enanas rojas distantes 13,15 años luz del sistema solar, siendo la estrella más cercana de la constelación.
El tipo espectral de las dos componentes es M3V y M4V respectivamente, y su período orbital es de 44,67 años. La componente secundaria es una estrella fulgurante que recibe el nombre, en cuanto a variable, de DO Cephei.

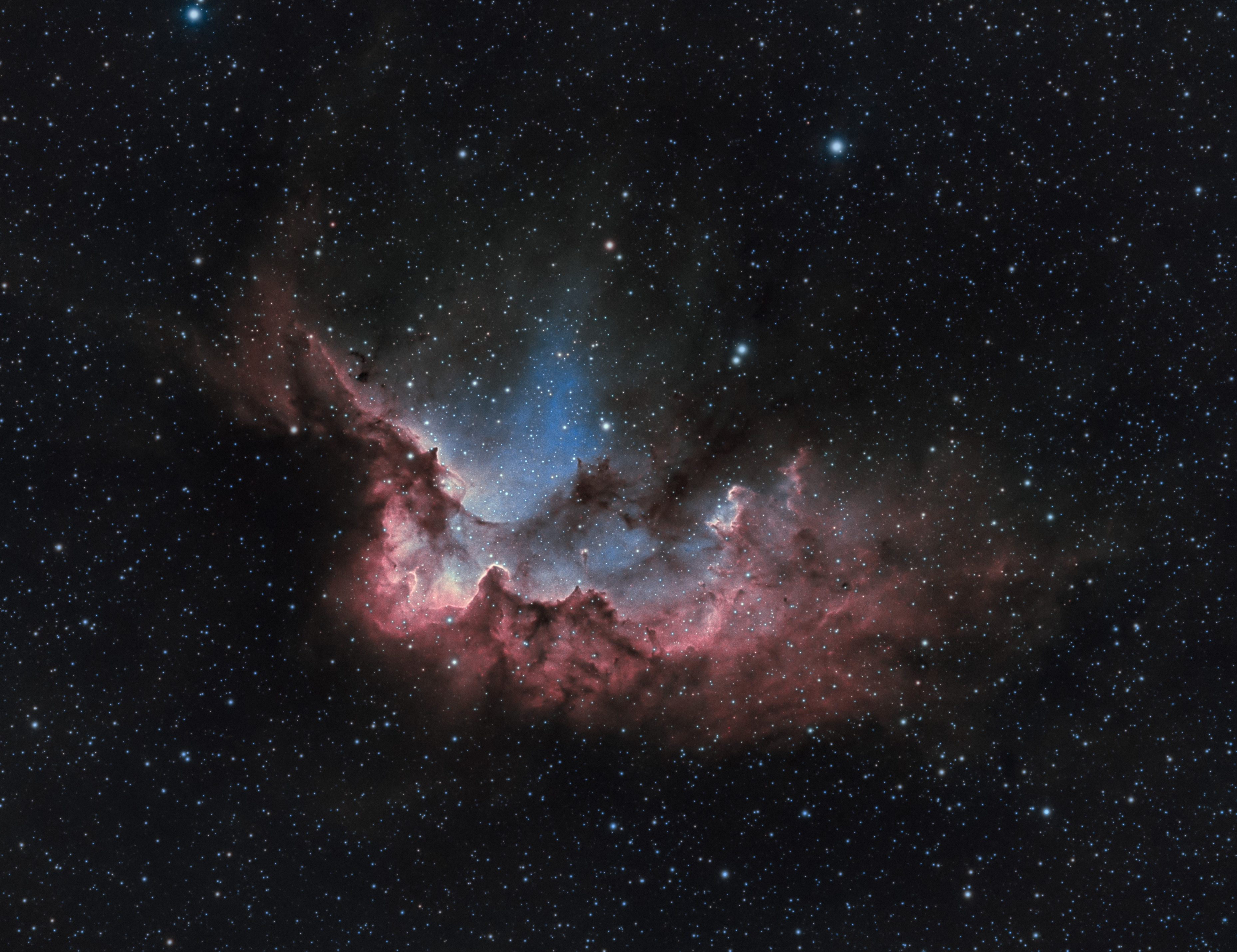
Cúmulo NGC 7380 y nebulosa circundante

En cuanto a los objetos de cielo profundo, NGC 188 es un cúmulo abierto con unas 120 estrellas situado a 6500 años luz por encima del plano galáctico. Con una metalicidad algo inferior a la del Sol, es uno de los cúmulos abiertos más antiguos con una edad de 4500 millones de años.
Por el contrario, NGC 7510 es un joven cúmulo de 8 millones años de edad, distante 11 300 años luz.
Otro cúmulo abierto en Cefeo es NGC 7380; envuelto en una nebulosa de reflexión, se extiende por unos 20 años luz y tiene forma alargada y una cola extendida.
En este cúmulo se encuentra DH Cephei, binaria compuesta por dos estrellas azules masivas de tipo espectral O5.5V y O6.5V. Sus masas son 29,4 y 25 veces mayores que la masa solar y su temperatura superficial alcanza los 44 000 y 43 000 K respectivamente.

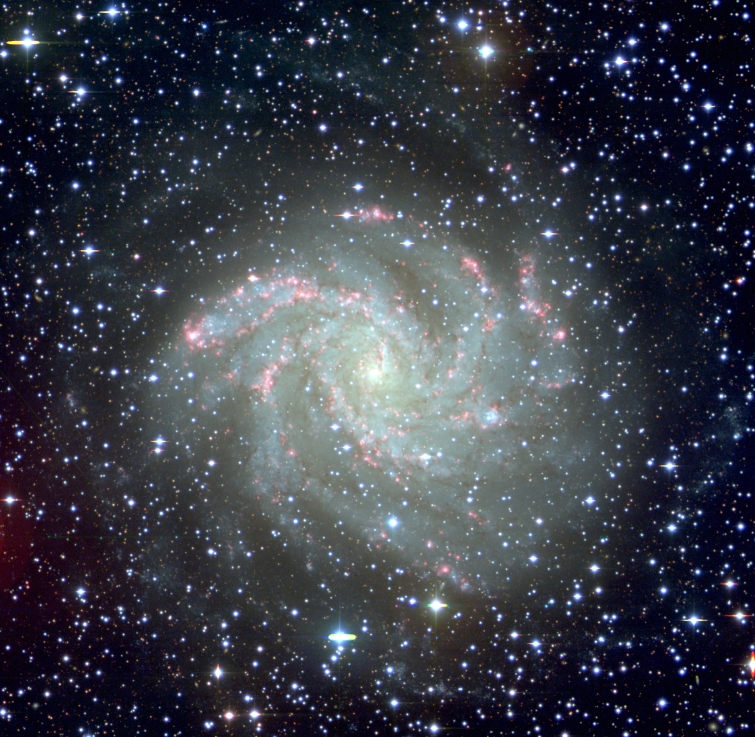
NGC 6946, donde se han observado diez supernovas desde 1917

Otro objeto de interés en Cefeo es la nebulosa Iris (NGC 7023), una nebulosa de reflexión a 1200 años luz de distancia, iluminada por la binaria espectroscópica HD 200775.
NGC 7538 es una región de formación estelar cuya población estelar está formada primordialmente por estrellas presecuencia principal de baja masa.
En cambio, NGC 40 y NGC 7354 son dos nebulosas planetarias dentro de los límites de la constelación. En la primera de ellas, distante unos 6500 años luz, la estrella central es una estrella de Wolf-Rayet con una temperatura de 71 000 K; en la segunda se puede distinguir una envoltura exterior circular y una interior elíptica.
En esta constelación también se encuentra CTA 1, un resto de supernova compuesto, en el cual se observa una estructura de tipo caparazón en banda de radio y una morfología llena desde el centro en rayos X. En su interior hay un púlsar —RX J0007.0+7302— que no emite en radiofrecuencias pero sí en rayos X y rayos gamma.
Asimismo, en Cefeo se localizan diversas galaxias, entre las que cabe destacar NGC 6946, conocida informalmente como «galaxia de los fuegos artificiales» por el gran número de supernovas observadas en ella, diez en los últimos cien años. Distante unos diez millones de años luz, se encuentra bastante cerca del plano de la Vía Láctea.
En esta constelación se localiza el blazar S5 0014+81, uno de los objetos más energéticos del universo. Contiene un agujero negro supermasivo con una masa 10 000 mayor que el agujero negro del centro de nuestra galaxia, equivalente a 40 000 millones de soles.

## Estrellas principales

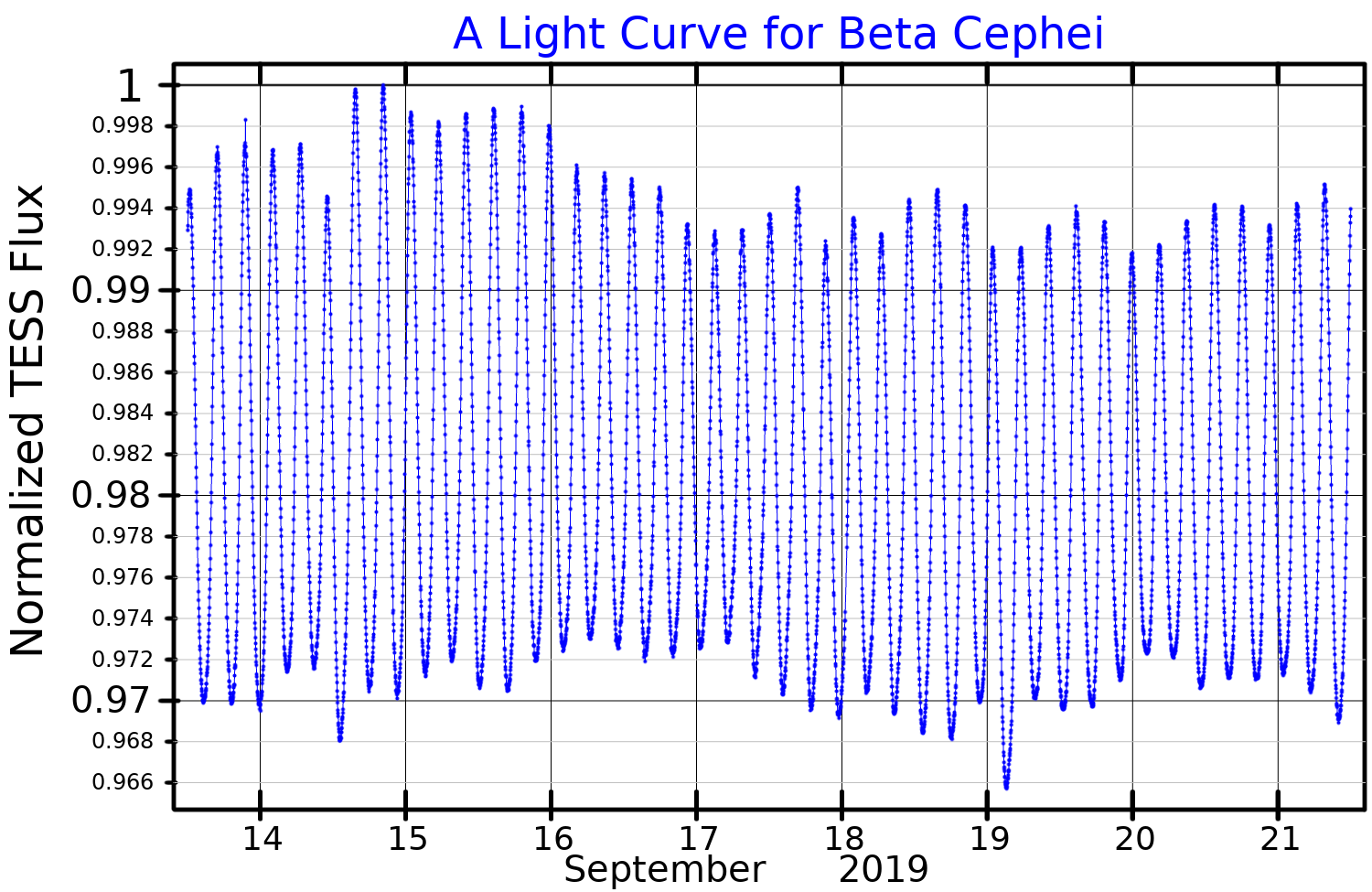
Curva de luz de β Cephei, cuyas variaciones de brillo son debidas a pulsaciones en su superficie (datos de TESS)

- α Cephei (Alderamin), las estrella más brillante de la constelación con magnitud 2,44, de color blanco.
- β Cephei (Alfirk), prototipo de las variables Beta Cephei, estrella blanco-azulada de brillo variable entre magnitud 3,15 y 3,21. Además es una estrella Be que expulsa materia de su superficie.
- γ Cephei (Errai), con magnitud 3,22 es una estrella binaria con un planeta extrasolar alrededor de la estrella principal, una subgigante naranja.
- δ Cephei, una de las estrellas más famosas del cielo por ser el prototipo de las variables Cefeidas. Es además una estrella doble.
- ε Cephei (Phicares), cuyo nombre es de origen fenicio, es una variable Delta Scuti de magnitud 4,18.
- ζ Cephei (Tsao Fu), supergigante naranja de magnitud 3,39 a 725 años luz de distancia.

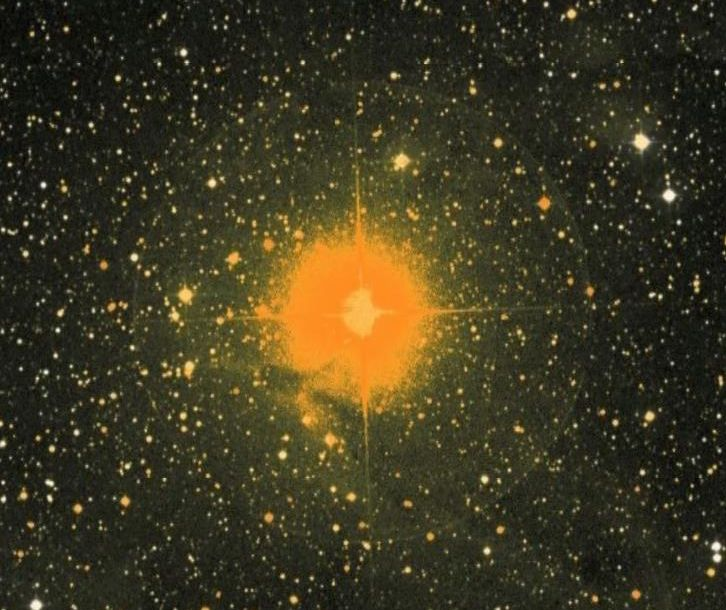
Imagen de μ Cephei, una de las estrellas más grandes de la galaxia

- η Cephei, subgigante naranja de magnitud 3,41 situada a 47 años luz.
- ι Cephei, gigante naranja de magnitud 3,51.
- λ Cephei, luminosa supergigante azul y estrella fugitiva de magnitud 5,05.
- μ Cephei, la «estrella granate», una supergigante roja y una de las estrellas visibles cuyo tamaño es mayor.
- ν Cephei, supergigante blanca de magnitud 4,29.
- ξ Cephei (Kurhah o Alkurhah), estrella doble muy vistosa cuyas componentes están separadas 8 segundos de arco.
- ρ Cephei (Al Kalb al Rai), estrella blanca de magnitud 5,50.
- 9 Cephei (V337 Cephei), luminosa supergigante azul de magnitud 4,79.
- 14 Cephei (LZ Cephei), estrella azul variable de magnitud 5,55.
- 19 Cephei, luminosa estrella de tipo O de magnitud 5,11.
- 31 Cephei, estrella blanco-amarilla con un contenido metálico 3,2 veces superior al del Sol.

Comparación de tamaño entre el Sol (el punto amarillo de la izquierda) y VV Cephei A

- S Cephei, variable Mira cuyo brillo varía entre magnitud +7,4 y +12,9 a lo largo de un período de 486,84 días.
- RW Cephei, variable semirregular de magnitud media 6,51.
- ST Cephei, supergigante roja y variable irregular.
- VV Cephei, una de las estrellas más grandes que se conocen; además es una binaria eclipsante, formada por una hipergigante roja (VV Cephei A) y una estrella azul de la secuencia principal (VV Cephei B).
- WX Cephei y EK Cephei, binarias eclipsantes de magnitud 8,7 y 7,88 respectivamente.
- XX Cephei, sistema triple de magnitud 9,21 que contiene una binaria eclipsante de tipo Algol.
- AH Cephei, también binaria eclipsante de magnitud media 6,88, formada por dos estrellas blanco-azuladas.
- CQ Cephei, binaria eclipsante uno de cuyos miembros es una estrella de Wolf-Rayet.
- DH Cephei, binaria compuesta por dos calientes estrellas azules que forma parte de NGC 7380.
- GP Cephei, sistema cuádruple, uno de cuyos miembros es una estrella de Wolf-Rayet.
- OV Cephei, una gigante roja a solo 3.º del polo norte celeste que se encuentra a 500 años luz de distancia.
- V419 Cephei, supergigante roja de magnitud 6,62.
- Kruger 60, un sistema estelar compuesto por dos enanas rojas distante solo 13 años luz del sistema solar.
- HR 285 (HD 5848), gigante naranja de magnitud 4,24 conocida también como 2 Ursae Minoris, al estar anteriormente situada en la Osa Menor.
- HR 8938 (HD 221525), subgigante blanca de magnitud 5,56 visualmente a 2,5.º del polo norte.
- HR 9038 (HD 223778), sistema triple a 35,2 años luz cuya componente principal es una enana naranja binaria espectroscópica.
- HD 26367, «enana de bario» de magnitud 6,56.
- HIP 106924, estrella del halo de muy baja metalicidad.
- Gliese 793 y Gliese 133, enanas rojas distantes 26 y 46 años luz respectivamente.
- Gliese 842.2 (GJ 9764), enana roja rodeada por un disco circunestelar de polvo.
- G 261-43, sistema binario cuyas componentes son dos enanas blancas de temperaturas muy distintas.

## Objetos de cielo profundo

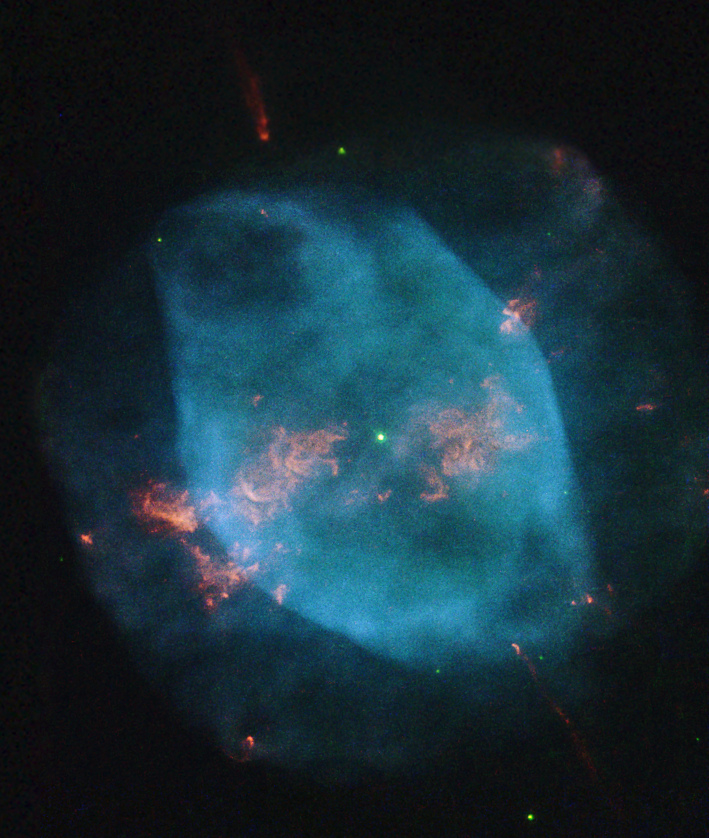
Imagen de NGC 7354 obtenida con el telescopio espacial Hubble

- NGC 188, cúmulo abierto, observable a menos de 5 grados del polo norte celeste. Se estima que su distancia es de unos 6500 años luz.
- NGC 6939, AR: 20h 31m 24.0s Dec: +60°38′0″ (Época 2000). Cúmulo abierto 2,5 grados al sur de θ Cephei.
- NGC 7142, cúmulo abierto distante 6200 años luz.
- NGC 7380, cúmulo abierto descubierto por Carolina Herschel en 1787.
- NGC 7510, también un cúmulo abierto situado a unos 11 300 años luz. Es joven, con una antigüedad en torno a los 10 millones de años.
- NGC 7023 o nebulosa Iris, pequeña nebulosa difusa que se localiza 3,5.º al suroeste de Alfirk (β Cephei).
- NGC 7538, región de formación estelar.
- NGC 40 y NGC 7354, nebulosas planetarias.
- NGC 6946, galaxia espiral en la que se han observado diez supernovas, más que en cualquier otra galaxia. Por ello es conocida también como «Galaxia de los fuegos artificiales». Su diámetro es de aproximadamente 40 000 años luz, un tercio del tamaño de la Vía Láctea.
- CTA 1, resto de supernova distante 4500 años luz.
- S5 0014+81, cuásar con un gran agujero negro supermasivo de centro, el más grande conocido.

## Mitología

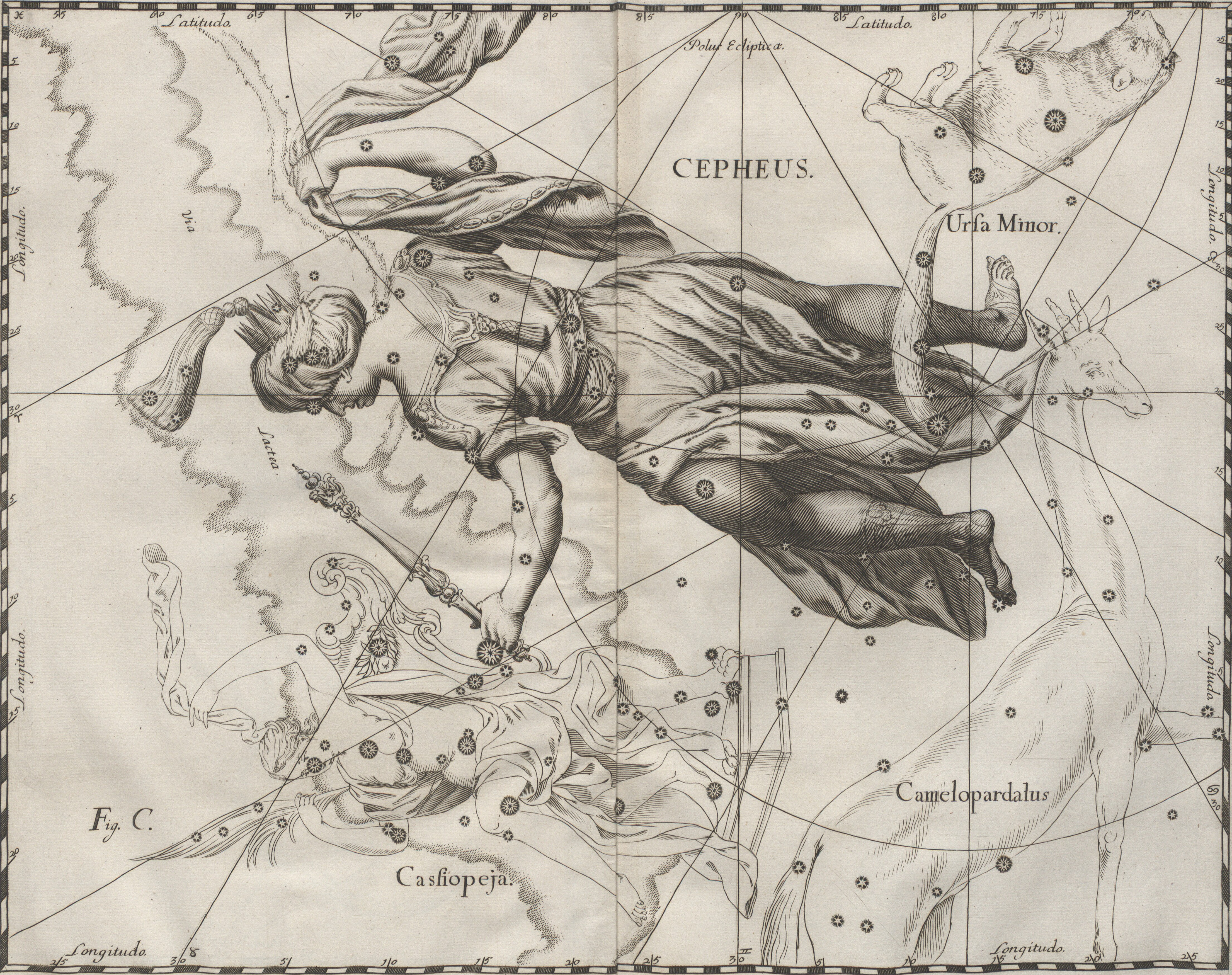
Cefeo, rey de Etiopía.

El catasterismo de Cefeo, en la mitología griega y según palabras de Eratóstenes, está colocado en cuarta posición. El círculo ártico lo abarca desde los pies hasta el pecho. El resto de su cuerpo, hasta arriba, viene a dar entre medias del trópico ártico y el del verano. Según cuenta Eurípides, era un rey etíope, hijo de Fénix y padre de Andrómeda. Parece que le sirvió a su propia hija como alimento a un monstruo marino y que Perseo, el hijo de Zeus, la salvó. Por ella fue colocado también él entre los astros conforme a la opinión de Atenea o bien fueron los dioses, en general, quienes pusieron a la familia entera entre las estrellas.
Las constelaciones de Cefeo, Casiopea, Andrómeda, Perseo y Cetus también están vinculados en las leyendas de sus catasterismos.